# سرخ (آلبوم تیلور سوئیفت)
سرخ (انگلیسی: Red) چهارمین آلبوم استودیویی خواننده-ترانه‌سرای آمریکایی، تیلور سوئیفت است. این آلبوم در ۲۲ اکتبر ۲۰۱۲ توسط بیگ مشین رکوردز منتشر شد. سوئیفت «سرخ» را یک «آلبوم جدایی» توصیف کرد و آن را آخرین اثر خود دانست که با عنوان یک آلبوم در سبک موسیقی کانتری معرفی و تبلیغ شده است.
برای انتقال احساسات پیچیده، متضاد و گاه متغیر ناشی از یک عشق شکست‌خورده از طریق موسیقی، سوئیفت تصمیم گرفت با تهیه‌کنندگان جدیدی همکاری کند تا از قالب همیشگی سبک کانتری پاپ که مشخصهٔ آلبوم‌های قبلی‌اش بود، فاصله بگیرد. او بیشتر قطعه‌های آلبوم «سرخ» را با همکاری نیتن چپمن، تهیه‌کنندهٔ همیشگی‌اش، تولید کرد و باقی قطعه‌ها را با تهیه‌کنندگان سرشناس دیگری همچون دن هاف، مکس مارتین، شلبک، جف بسکر، دن ویلسون، جکنایف لی و بوچ واکر ساخت و پردازش کرد. این تنوع در تیم تهیه‌کنندگان به سوئیفت امکان داد تا در این آلبوم سبک‌های موسیقایی متفاوتی را تجربه کند و صدایی چندلایه و متنوع خلق کند که فراتر از ریشه‌های کانتری‌اش بود. این آلبوم سبک‌های پاپ، راک، فولک و کانتری را در هم می‌آمیزد و ترکیبی از سازهای آکوستیک، سینث‌سایزرهای الکترونیک و درام ماشین‌ها را در ساختار خود جای داده است. نقدهای اولیه عمدتاً ترانه‌سرایی سوئیفت را به‌خاطر عمق احساسی و گیرایی‌اش ستودند، در نقدهای اولیه، ترانه‌سرایی تیلور سوئیفت به‌خاطر پرداخت عاطفی و ارتباط‌گیری مؤثر با مخاطب مورد تحسین قرار گرفت، اما برخی منتقدان انسجام تولید موسیقی را زیر سؤال بردند و نسبت به تداوم هویت او به‌عنوان یک هنرمند کانتری تردیدهایی مطرح کردند.
نام این آلبوم همراه با پاسخ‌هایی به سؤالات طرفداران در ۱۳ اوت ۲۰۱۲ در طول یک چت آنلاین در اینترنت توسط تیلور سویفت برای اولین بار اعلام شد. چهار تک‌آهنگ پیش از این آلبوم به‌منظور اطلاع‌رسانی و تبلیغ آلبوم عرضه‌شدند که سه‌تای آن‌ها در ۱۰ برترین بیلبورد راه یافتند. این آلبوم با همراهی افرادی چون گری لایت‌بادی و اد شیرن عرضه‌شده و سبک‌های جدید مثله آلترنتیو راک را نیز دربر می‌گیرد.
تک‌آهنگ اصلی این آلبوم، «ما هیچ‌وقت دوباره یک‌جا نخواهیم شد» موفقیتی تجاری در سراسر جهان بود، که در جداول آیتونز در سراسر جهان رتبهٔ اول را گرفت و بیش از ۶۲۳٬۰۰۰ نسخهٔ آن در هفته اول به فروش رسید. این ترانه به اولین ترانهٔ سویفت تبدیل شد که در بیلبورد هات ۱۰۰ در رتبهٔ اول به مدت سه هفته باقی‌ماند. دومین تک‌آهنگ، «آغاز دوباره» در ۱ اکتبر منتشر شد. «می‌دانستم که تو مشکل‌ساز هستی» به عنوان سومین تک‌آهنگ رسمی در ۲۷ نوامبر منتشر شد و «۲۲» به عنوان چهارمین تک‌آهنگ از این آلبوم در سال ۲۰۱۳ عمومی خواهد شد.

## فهرست آهنگ‌ها
| شماره      | نام                                   | نویسنده(ها)                | تهیه‌کننده (گان)     | مدت   |
| ---------- | ------------------------------------- | -------------------------- | ------------------- | ----- |
| ۱.         | «احساس مقدس»                          | تیلور سویفت                | ناتان چپ‌من، سویفت   | ۴:۵۵  |
| ۲.         | «سرخ»                                 | سویفت                      | دن هاف، چپ‌من، سویفت | ۳:۴۳  |
| ۳.         | «خیانت کارانه»                        | سویفت، دن ویلسون           | ویلسون              | ۴:۰۲  |
| ۴.         | «می‌دانستم که تو مشکل‌ساز هستی»         | سویفت، مکس مارتین، شل‌بک    | مارتین، شل‌بک        | ۳:۳۹  |
| ۵.         | «همشو خیلی خوب»                       | سویفت، لیز رز              | چپ‌من                | ۵:۲۹  |
| ۶.         | «۲۲»                                  | سویفت، مارتین، شل‌بک        | مارتین، شل‌بک        | ۳:۵۲  |
| ۷.         | «تقریباانجامش می‌دم»                   | سویفت                      | چپ‌من، سویفت         | ۴:۰۴  |
| ۸.         | «ما هرگز به یکدیگر بازنمی‌گردیم»       | سویفت، مارتین، شل‌بک        | مارتین، شل‌بک        | ۳:۱۳  |
| ۹.         | «بمان بمان بمان»                      | سویفت                      | چپ‌من، سویفت         | ۳:۲۵  |
| ۱۰.        | «آخرین بار» (با حضور گری لایت‌بادی)    | سویفت، لایت‌بادی، جک‌نایف لی | لی                  | ۴:۵۹  |
| ۱۱.        | «خاک مقدس»                            | سویفت                      | جف باسکر            | ۳:۲۲  |
| ۱۲.        | «تراژدی زیبای غم‌انگیز»                | سویفت                      | چپ‌من، سویفت         | ۴:۴۴  |
| ۱۳.        | «خوش‌شانس»                             | سویفت                      | باسکر               | ۴:۰۰  |
| ۱۴.        | «همه‌چیز تغییر کرده» (با حضور اد شیرن) | سویفت، اد شیرن             | باچ واکر            | ۴:۰۵  |
| ۱۵.        | «نور ستاره»                           | سویفت                      | هاف، چپ‌من، سویفت    | ۳:۴۰  |
| ۱۶.        | «آغاز دوباره»                         | سویفت                      | هاف، چپ‌من، سویفت    | ۳:۵۷  |
| مجموع مدت: | مجموع مدت:                            | مجموع مدت:                 | مجموع مدت:          | ۶۵:۱۱ |

| نسخهٔ دیلاکس (سی‌دی دوم) | نسخهٔ دیلاکس (سی‌دی دوم)        | نسخهٔ دیلاکس (سی‌دی دوم) | نسخهٔ دیلاکس (سی‌دی دوم) | نسخهٔ دیلاکس (سی‌دی دوم) |
| شماره                  | نام                           | نویسنده(ها)            | تهیه‌کننده (گان)        | مدت                    |
| ---------------------- | ----------------------------- | ---------------------- | ---------------------- | ---------------------- |
| ۱.                     | «لحظه‌ای که فهمیدم»            | سویفت                  | چپ‌من، سویفت            | ۴:۴۶                   |
| ۲.                     | «بازگرد... اینجا باش»         | سویفت، ویلسون          | ویلسون                 | ۳:۴۳                   |
| ۳.                     | «معشوقه‌ای در خانه»            | سویفت                  | چپ‌من، سویفت            | ۳:۴۰                   |
| ۴.                     | «خیانت کارانه» (ضبط اصلی دمو) | سویفت، ویلسون          | ویلسون                 | ۴:۰۰                   |
| ۵.                     | «سرخ» (ضبط اصلی دمو)          | سویفت                  | چپ‌من، سویفت            | ۳:۴۷                   |
| ۶.                     | «احساس مقدس» (نسخهٔ صوتی)      | سویفت                  | چپ‌من، سویفت            | ۵:۲۳                   |
| مجموع مدت:             | مجموع مدت:                    | مجموع مدت:             | مجموع مدت:             | ۲۵:۱۶                  |

## جوایز
| سال  | سازمان                       | جایزه                               | نتیجه    | منبع        |
| ---- | ---------------------------- | ----------------------------------- | -------- | ----------- |
| ۲۰۱۳ | آکادمی جایزه موسیقی کشور     | آلبوم سال                           | نامزدشده | [ ۳ ]       |
| ۲۰۱۳ | جوایز موسیقی آمریکا          | بهترین آلبوم پاپ/راک                | نامزدشده | [ ۴ ]       |
| ۲۰۱۳ | جوایز موسیقی آمریکا          | بهترین آلبوم کانتری                 | برنده    | [ ۴ ]       |
| ۲۰۱۳ | جوایز موسیقی بیلبورد         | آلبوم بالا بیلبورد ۲۰۰              | برنده    | [ ۵ ]       |
| ۲۰۱۳ | جوایز موسیقی بیلبورد         | آلبوم برتر کانتری                   | برنده    | [ ۶ ]       |
| ۲۰۱۳ | انجمن موسیقی کانادایی کانادا | آلبوم فروش بالا                     | برنده    |             |
| ۲۰۱۳ | جایزه انجمن موسیقی کانتری    | بهترین آلبوم سال                    | نامزدشده | [ ۷ ] [ ۸ ] |
| ۲۰۱۳ | جایزه جونو                   | آلبوم بین‌المللی سال                 | نامزدشده | [ ۹ ]       |
| ۲۰۱۳ | سیریوس ایکس‌ام                | آلبوم بین‌المللی سال                 | نامزدشده | [ ۱۰ ]      |
| ۲۰۱۳ | Telehit Awards               | بهترین آلبوم زن پاپ                 | برنده    | [ ۱۱ ]      |
| ۲۰۱۴ | جوایز کانتری موسیقی استرالیا | آلبوم بین‌المللی آلبوم سال بالا فروش | برنده    | [ ۱۲ ]      |
| ۲۰۱۴ | جوایز گرمی                   | بهترین آلبوم کانتری                 | نامزدشده | [ ۱۳ ]      |
| ۲۰۱۴ | جوایز گرمی                   | آلبوم سال                           | نامزدشده | [ ۱۳ ]      |
| ۲۰۱۴ | جایزه موسیقی ملل             | بهترین آلبوم جهان                   | برنده    | [ ۱۴ ]      |